# فريدتيوف سوهايم
فريدتيوف سوهايم (بالنرويجية البوكمول: Fridtjov Såheim)‏ هو كاتب سيناريو ومخرج وممثل نرويجي، ولد في 2 يوليو 1968 في النرويج.

## أعمال

### أفلام
- (2006) الرفيق بيدرسن[4]
- (2008) الفريسة الباردة 2[5]
- (2010) منزل لعيد الميلاد[6][7][8]
- (2015) الموج[9]

## وصلات خارجية
- فريدتيوف سوهايم على موقع IMDb (الإنجليزية)
- فريدتيوف سوهايم على موقع قاعدة بيانات الأفلام العربية
- فريدتيوف سوهايم على موقع ألو سيني (الفرنسية)
- فريدتيوف سوهايم على موقع ميوزك برينز (الإنجليزية)
- فريدتيوف سوهايم على موقع أول موفي (الإنجليزية)
- فريدتيوف سوهايم على موقع قاعدة بيانات الأفلام السويدية (السويدية)
- فريدتيوف سوهايم على موقع قاعدة بيانات الفيلم (الإنجليزية)
- فريدتيوف سوهايم على موقع كينوبويسك (الروسية)